# Batié-Blé
Pour les articles homonymes, voir Batié.
Batié-Blé ou Batié-Nord est une localité située dans le département de Bousséra de la province du Poni dans la région Sud-Ouest au Burkina Faso.

## Géographie
Batié-Blé ou Batié-Nord – pour distinguer la localité de la ville de Batié, chef-lieu du département homonyme – est situé à l'est du département, à 4 km de la frontière ghanéenne sur le fleuve Mouhoun, et à 20 km à l'est de Gaoua, la métropole régionale.

## Santé et éducation
Batié-Blé accueille un centre de santé et de promotion sociale (CSPS) tandis que le centre médical avec antenne chirurgicale (CMA) de la province se trouve à Gaoua.